# ポレオット

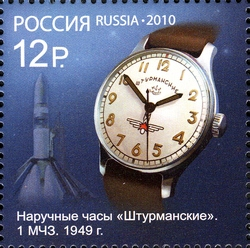
2010年に発行されたロシアの切手

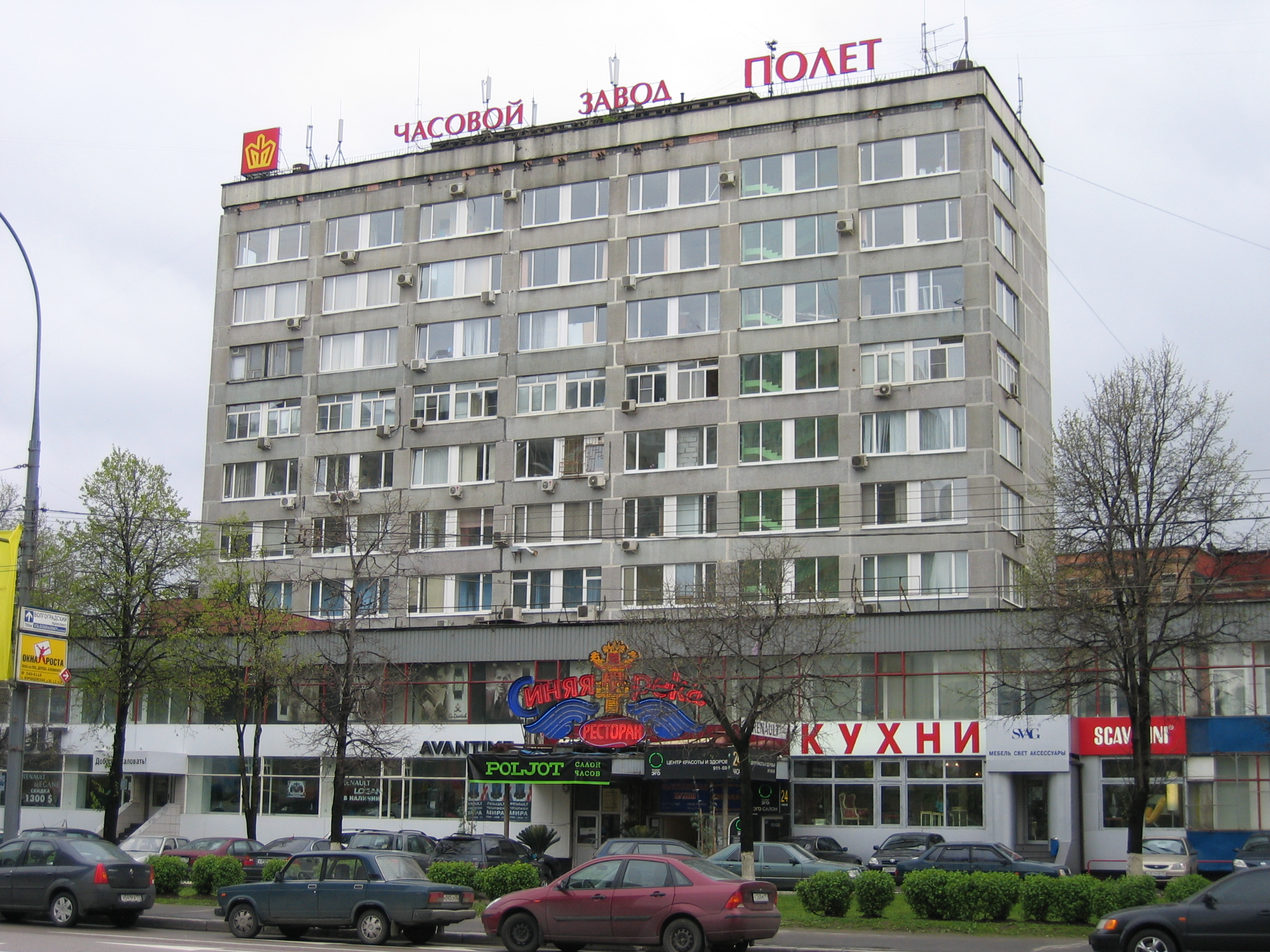
Polyotの社屋

ポレオットまたはパリョートは（ロシア語: Полёт、英語: Poljot）はロシアの時計および時計用ムーブメントのブランドの一つで、1930年にスターリンの命令によって、モスクワ第一時計工場として創設された。現在、ポレオットのブランドで時計や時計ムーブメントを製造しているのはポレオット・インターナショナル社とボルマックス社の2社がある（後述）

## 概要
日本では旧ポレオットで生産していたブーラン（Buran）、アビアートル（Aviator）、シュトゥルマンスキー（Sturmanskie）の3銘柄については株式会社アンドロスが正規代理店となっている。
ロシア製時計というくくりで見るとボストークのコマンダスキーの方が有名なためにかなりマイナーだが、機械式時計なのに他のメーカーと比べると桁違いに安価でかつ実用に耐えうる品質であるために少数ながら熱烈なファンがいる。
一部モデルに、フォルティス社やチュティマ社からデザイン盗用の訴えもある。これは、当時のポレオットが1,000本単位で好みのデザインでの受注生産をしていたことも背景としてある。
なお会社名のPoljotの読み方であるが、パリョートのほうがより本来のロシア語発音であるが、日本ではポレオットと称されることが多いので、この項はポレオットとした。

## 歴史
1930年にソビエト連邦政府は1928年に策定された第1次5ヵ年計画に従い、アメリカを拠点とするソ連のアムトルグ貿易会社を通してアメリカ合衆国オハイオ州キャントンの倒産したデューバー・ハンプデン社 (Dueber-Hampden) の時計製造機械一式（貨物車両28台分）を買い取り、21人の元デューバー・ハンプデン社の時計職人たちを雇い、モスクワ第一時計工場 (FMWF) が設立された。故に最初期のモスクワ第一時計工場製の時計には"Dueber-Hampden, Canton, Ohio, USA"と印刷されていた。
1935年にモスクワ第一時計工場は暗殺されたセルゲイ・キーロフを記念してキーロワ（露Кировa、英Kirova）というブランドを立ち上げる。ポレオットというブランドができたのは、1961年にユーリイ・ガガーリンがモスクワ第一時計工場製のシュトゥルマンスキー（露Штурманские、英Shturmanskie　ナビゲーターという意味）という腕時計と共に初めて宇宙に行った後であるとされるが、公式ページには1960年にポレオットというブランドで時計を作ったとある。
1959年にソビエト連邦政府はモスクワ第一時計工場の時計の輸出を許可した。ソビエト連邦時代、ポレオットの時計はセコンダ (Sekonda) というブランドでイギリスに輸出された。後にセコンダはイギリスのファッション時計輸入会社として独立しており、1993年のソビエト連邦の崩壊以降はポレオット製品を扱っていない。
1994年にドイツの会社が高級市場を狙って"ポレオット・インターナショナル"を立ち上げ、ポレオットのモデルを扱い始めた。これらのモデルは高級部材を使用し、ドイツで組み立てられ、一部モデルはスイス製ムーブメントまで使用している。
21世紀に入りモスクワ第一時計工場は、1960年にユーリイ・ガガーリンと共に宇宙へ行ったシュトゥルマンスキー、1940年に製造されたドイツのフリーガークロノグラフにそっくりなキーロフ、1970年に製造されたオケアンクロノグラフなどの過去の有名モデルのレプリカを限定記念版として再生産を行った。これらのレプリカは時計マニアに熱狂的に受け入れられた。
2003年末頃、モスクワ第一時計工場は自社モデルの時計生産を止め、ヨーロッパの時計メーカーに安いムーブメントの提供元となり、ポレオット・ブランドは消滅するとのうわさがネット上に出た。2004年暮れにモスクワ第一時計工場は解散し、工場の権利や機器類は、モスクワに事務所を置く元モスクワ第一時計工場の役員らによって作られたボルマックス (Volmax) 社に引き継がれた。現在、大部分のポレオット・ブランドの時計はウクライナのキエフ時計工場と香港のウィンスキー・インターナショナル株式会社 (Winsky International, Inc) で生産されている。